# Challenger de Cassis
El Cassis Open Provence es un torneo profesional de tenis. Pertenece al ATP Challenger Series. Se juega desde el año 2018 sobre pistas de dura, en Cassis, Francia.

## Palmarés

### Individuales
| Año  | Campeón            | Finalista       | Resultado    |
| ---- | ------------------ | --------------- | ------------ |
| 2018 | Enzo Couacaud      | Ugo Humbert     | 6–2, 6–3     |
| 2019 | Jo-Wilfried Tsonga | Dudi Sela       | 6–1, 6–0     |
| 2020 | No Celebrado       | No Celebrado    | No Celebrado |
| 2021 | Benjamin Bonzi     | Lucas Pouille   | 7–6(4), 6–4  |
| 2022 | Hugo Grenier       | James Duckworth | 7–5, 6–4     |

### Dobles
| Año  | Campeones                         | Finalistas                                  | Resultado           |
| ---- | --------------------------------- | ------------------------------------------- | ------------------- |
| 2018 | Matt Reid Sergiy Stakhovsky       | Marc-Andrea Hüsler Gonçalo Oliveira         | 6–2, 6–3            |
| 2019 | André Göransson Sem Verbeek       | Sander Arends David Pel                     | 7–6(6), 4–6, [11–9] |
| 2020 | No Celebrado                      | No Celebrado                                | No Celebrado        |
| 2021 | Sriram Balaji Ramkumar Ramanathan | Hans Hach Verdugo Miguel Ángel Reyes-Varela | 6–4, 3–6, [10–6]    |
| 2022 | Michael Geerts Joran Vliegen      | Romain Arneodo Albano Olivetti              | 6–4, 7–6            |